# Jacob Rosenhain
Jacob Rosenhain, né le 2 décembre 1813 à Mannheim et mort le 21 mars 1894 à Baden-Baden, est un pianiste et compositeur allemand.

## Biographie
Jacob Rosenhain est un enfant prodige : il joue pour la première fois en public à l'âge de huit ans à Francfort-sur-le-Main. Il étudie avec Wilhelm Kalliwoda (de), Jacob Schmitt (de) ainsi que Franz Xaver Schnyder von Wartensee (de). Il voyage à Paris et Londres en 1837. Il continue ses voyages jusqu'en 1870, où il s'installe à Baden-Baden comme professeur. Il publie, en 1893, Erinnerungen an Paganini.

## Œuvres

### Opéras
- Der Besuch im Irrenhause (création à Francfort le 29 décembre 1834)
- Le Démon de la nuit (création à Paris le 17 mars 1851)
- Le Volage et jaloux (création à Baden-Baden le 3 août 1863)

### Musique orchestrale
- Symphonie no 1
- Symphonie no 2
- Symphonie no 3
- Concerto pour piano

### Musique de chambre
- Quatuor à cordes no 1
- Quatuor à cordes no 2
- Quatuor à cordes no 3
- Trio avec piano no 1
- Trio avec piano no 2
- Trio avec piano no 3
- Trio avec piano no 4
- Sonate pour violoncelle et piano no 1
- Sonate pour violoncelle et piano no 2

### Musique pour piano
Il compose de nombreuses œuvres pour le piano, dont Douze Études caractéristiques.